# Alejandro Rosselló
Alejandro Rosselló y Pastor (Palma de Mallorca, 7 de febrero de 1853-Madrid, 8 de abril de 1928) fue un abogado, notario y político español, ministro de Gracia y Justicia durante el reinado de Alfonso XIII.

## Biografía

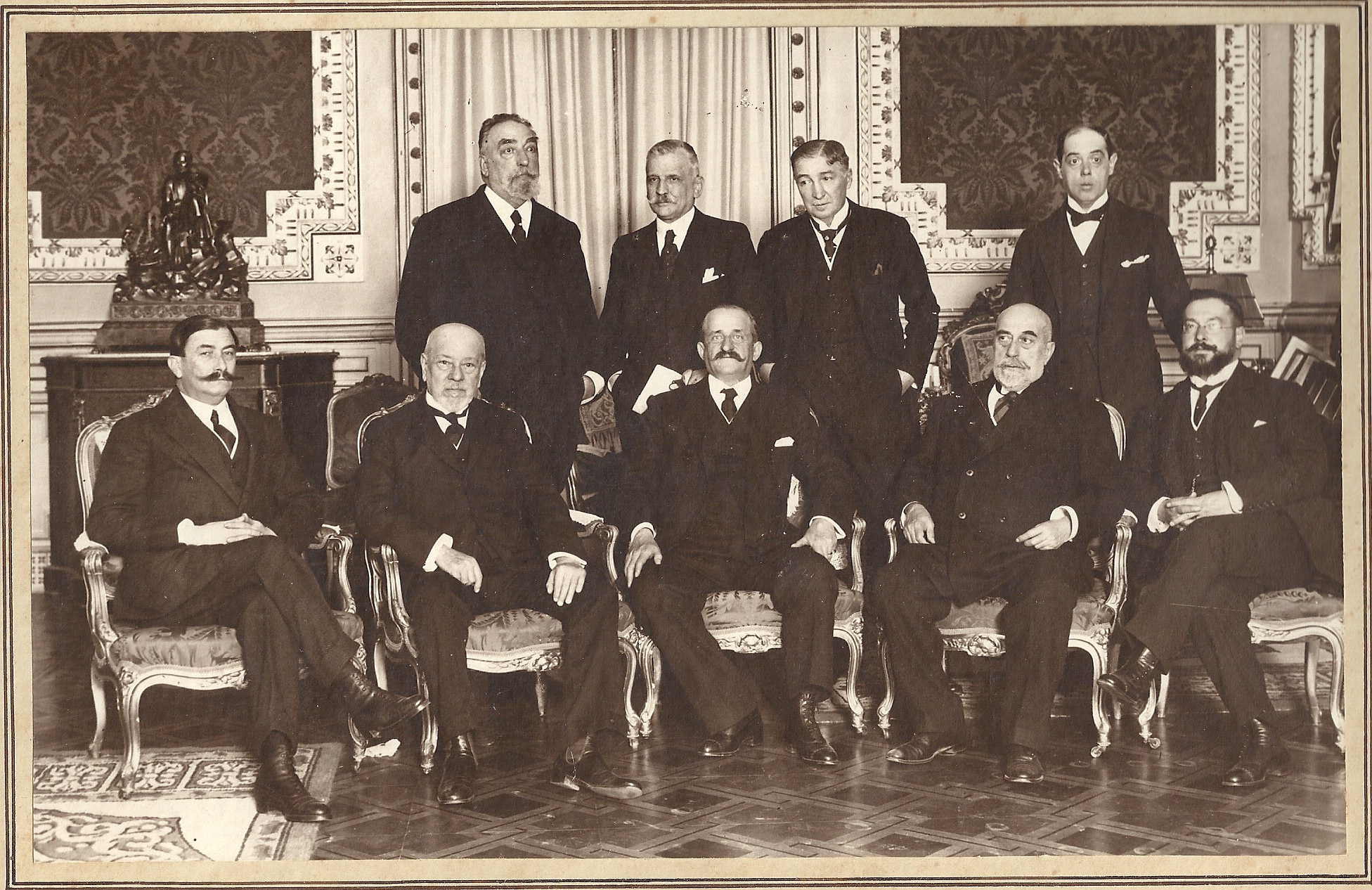
Rosselló (fila inferior, segundo por la derecha), en una foto del gabinete del conde de Romanones, por José Vidal.

Nació el 7 de febrero de 1853 en Palma de Mallorca.
Adepto de las tesis de la Institución Libre de Enseñanza, fue autor de La cuestión social en Mallorca (1877). Sus inicios políticos se desarrollaron en el seno del Partido Republicano Federal pero cambió su militancia ingresando en el Partido Liberal. Obtuvo acta de diputado por el distrito de Palma en las elecciones de 1901, 1903, 1905, 1907, 1910, 1914, 1916, 1918, 1919, 1920 y 1923.
Desde su fundación, en  1882, hasta 1884, fue director de la Caja de Ahorros y Monte de Piedad de las Baleares.
Fue Decano del Colegio Notarial de Baleares entre 1904 y 1905.
Fue gobernador civil de la provincia de Madrid entre 1916 y 1917. Posteriormente, desempeñó el cargo de ministro de Gracia y Justicia entre el 5 de diciembre de 1918 y el 15 de abril de 1919, en un gabinete presidido por el conde de Romanones. Falleció el 8 de abril de 1928 en Madrid.
Alejandro Rosselló fue tío del político socialista Alexandre Jaume. Una vía del callejero de Palma de Mallorca lleva su nombre, la avenida de Alexandre Roselló.